# Girolamo Fenaroli Avogadro
Girolamo Fenaroli Avogadro (Brescia, 26 febbraio 1754 – Brescia, 26 febbraio 1802) è stato un politico italiano, vittima delle persecuzioni austriache durante il Primo Impero francese.

## Biografia

### Le origini e gli studi
Girolamo nacque a Brescia il 26 febbraio 1754, figlio del conte Bartolomeo Fenaroli e della contessa Paola Avogadro e fratello maggiore di Giuseppe Fenaroli Avogadro. Effettuò studi fisico-matematici pressò l'università di Bologna dove ottenne per qualche anno la cattedra di matematica. A lui si deve il primo volo con pallone aerostatico, liberato in piazza mercato nel 15 marzo 1784, che si liberò in cielo fino a 3000 metri per poi prendere fuoco. A questo esperimento ne seguirono altri due, uno il 30 marzo e l'altro nel 3 aprile richiamando l'attenzione di molti curiosi.
Nel 1792 iniziò la sua attività pubblica nel Consiglio dei Cinquecento, organo ristretto ed ereditario bresciano detentore del potere a scapito delle autorità veneziane. Il Fenaroli veniva indicato come "il Mirabeau di Brescia". Il 20 febbraio 1795 sposa la contessa Barbara Agosti, da cui ebbe 4 figli: Bartolomeo, Ippolito, Paolina e Margherita. Nel periodo della proclamazione della repubblica bresciana, periodo di non poche rivolte, assunse uno dei tre posti della Commissione straordinaria criminale.

### La Repubblica Cisalpina e la prigionia
Il 6 ottobre 1797 fu eletto giudice del nuovo Tribunale nazionale criminale. Il 21 novembre la Repubblica Bresciana cessò la sua esistenza per confluire nella Cisalpina e Girolamo fu nominato tra i cinque "probi e illuminati cittadini di non equivoco attaccamento al sistema repubblicano" della commissione militare per il dipartimento della Mella, venendo anche eletto presidente del tribunale criminale.
Tuttavia, quando nell'aprile 1799 le forze austro-russe occuparono la Lombardia si scatenarono vendette personali, e Girolamo, con il fratello Giuseppe, fu bersaglio di feroci satire e venne condannato dagli austriaci per tradimento.
Il 29 maggio, qualche mese prima dell'abbandono di Milano da parte delle truppe austriache, fu fatto partire insieme a 30 altri condannati politici per Cattaro, nell'Albania austriaca, dove furono relegati come prigionieri. 
Tra gli imprigionati vi erano note personalità del regno napoleonico come Pietro Moscati, presidente del Direttorio della Repubblica, Giovanni Paradisi, suo collega, il prete Michele Vismara e Girolamo Coddè.
Come testimonia il libro di Ugo Da Como il Fenaroli, durante la prigionia austriaca, riuscì a ricevere dalla moglie una rilevante somma di denaro che con generosità prestò ai compagni, ripartendola per accrescere il misero soldo giornaliero dato per il mantenimento.
Nonostante la pace di Lunèville, i continui interessamenti del fratello Giuseppe e le lettere a Napoleone della moglie Barbara i deportati cisalpini rimasero a Cattaro fino al 6 luglio 1801. Girolamo raggiunse Brescia il 29 luglio ma le sue condizioni di salute erano irremidiabilmente aggravate. Amico del poeta Vincenzo Monti fu tra i Fondatori dell'Accademia dei Leali, nel 1801 sarà tra i primi membri dell'Accademia del Dipartimento della Mella, da cui deriverà l'ateneo bresciano (1802).
Morì nella sua città natale il 26 febbraio 1802, giorno del suo 48º compleanno..
Il Corriere Milanese in data 18 marzo 1802 riporterà :
«Brescia 15 marzo, Rimpianto universalmente, ha qui cessato di vivere, nel 26 febbraio, in età di quarantasette anni, l'ottimo e colto cittadino Fenaroli. Gli individui, già componenti il corpo di artiglieria e cavalleria civica, che, vivemente, ammirarono le sue distinte qualità, vollero, anche in morte, offrirgli l'ultimo tributo, accompagnando il di lui funerale. Il deciso suo attaccamento alla gran causa e la sofferta deportazione a Cattaro, lo renderanno mai sempre di cara rimembranza alla patria»..